# Semerah
Semerah is een bestuurslaag in het regentschap Kerinci van de provincie Jambi, Indonesië. Semerah telt 1048 inwoners (volkstelling 2010).